# Zlewisko

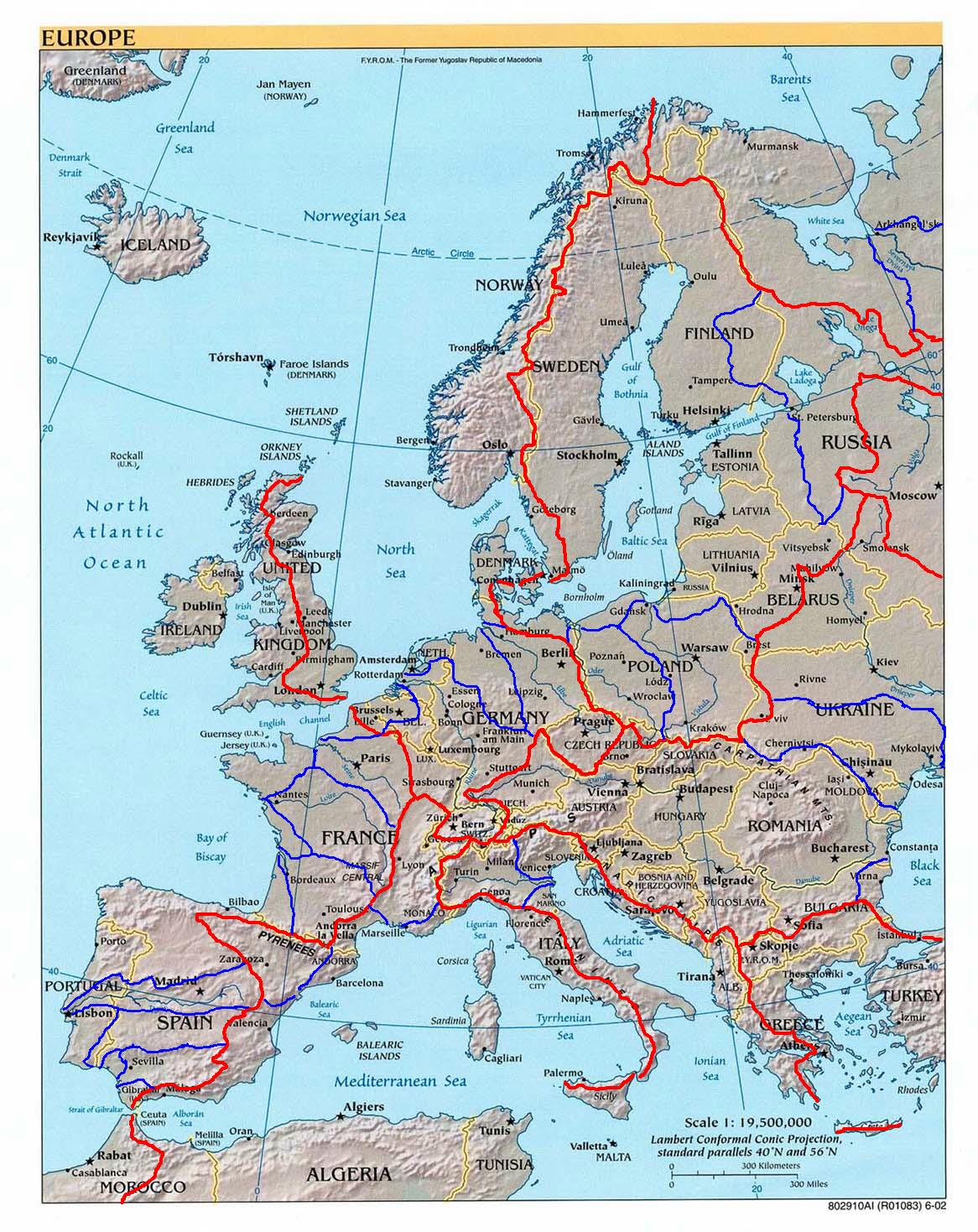
Poglądowa mapa zlewisk mórz w Europie

Zlewisko (basen) – zbiór dorzeczy, obszar lądowy, z którego wszystkie wody powierzchniowe i podziemne spływają do jednego morza, oceanu bądź też innego zbiornika wodnego. 